# Апшерон (готель)
Апшерон (азерб. Abşeron — готель в столиці Азербайджану, в місті Баку, який характеризують як «вражаючий готель».
Його двадцятиповерхова будівля має 243 номери (на 9, 11, 12 і 14-му поверхах готелю є одномісні і двомісні номери, а також номери- люкси). Знаходиться в управлінні компанії JW Marriott.
Готель розташований на площі Свободи, неподалік від Приморського бульвару.

## Історія
Готель був побудований за планом архітектора Мікаеля Усейнова і зданий в експлуатацію в 1965 році. Проєкт споруди відбивав нові тенденції розвитку азербайджанської радянської архітектури. Реконструйовано в 1999 році. У готелі було 16 поверхів і 343 кімнат. В оформленні готелю брав участь народний художник СРСР Мікаїл Абдуллаєв .
У 2009 році будівля готелю було знесено, а на її місці побудовано нову, 20-поверхова. Відкриття нової будівлі готелю відбулося в 2011 році. Новий готель має 243 номери.

## Галерея

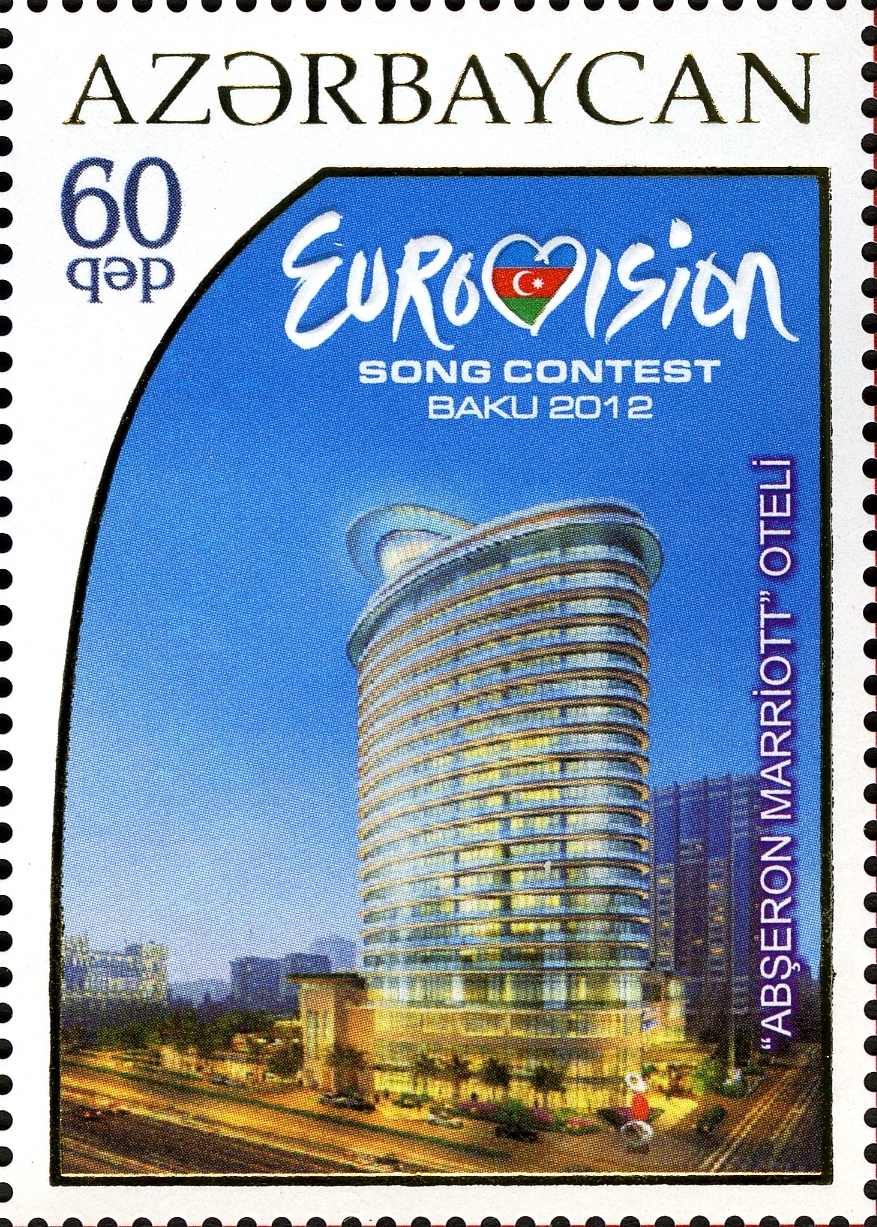
Поштова марка Азербайджану, 2012